# Clonaria cederbergensis
Clonaria cederbergensis är en insektsart som beskrevs av Brock 2006. Clonaria cederbergensis ingår i släktet Clonaria och familjen Diapheromeridae. Inga underarter finns listade i Catalogue of Life.